# El sistema del mundo
El sistema del mundo (en inglés, The System of the World) es el tercer y último volumen del Ciclo barroco del escritor estadounidense Neal Stephenson (siendo los dos primeros volúmenes Azogue y La confusión). Este volumen se subdivide a su vez en tres libros distintos: «El oro de Salomón», «Moneda», y «El sistema del mundo», amén de un epílogo. La acción tiene lugar en el Londres de 1714, y reúne a muchos de los personajes introducidos en los libros anteriores.
El título del volumen es una referencia a la tercera parte del Principia Mathematica de Newton, también titulada Sobre el sistema del mundo (en latín, De Mundi Systemate). 

## Trama

### El oro de Salomón
En enero de 1714, Daniel Waterhouse ha desembarcado en Plymouth tras completar la travesía del Atlántico que comenzó en Azogue. En Plymouth, Waterhouse conoce al Sr. Threader, un reputado banquero que se ofrece a llevarle hasta Londres en su carruaje privado. Tras varios días de viaje, Threader y Waterhouse llegan a la sede de la Sociedad Real en Londres, donde Waterhouse puede alojarse en calidad de miembro y antiguo secretario. Sin embargo, su llegada se ve acompañada de la explosión de una bomba, aparentemente dirigida a acabar con la vida de Waterhouse (sin embargo, más tarde los personajes especularán que quizás hubiera podido ir dirigida a Isaac Newton, quien había abandonado la sede de la Sociedad Real unos instantes antes). Como consecuencia del atentado, Waterhouse sufre una crisis nerviosa y se aísla en sus aposentos durante varias semanas. 
Tras recuperarse, Waterhouse recibe una carta de su amigo, el gran matemático alemán Leibniz, remitida desde la corte del zar Pedro I desde su corte de San Petersburgo. El zar ha estado financiando las actividades intelectuales tanto de Leibniz como de Waterhouse durante varios años, y ambos hombres se ven presionados a mostrarle frutos concretos de su trabajo. Con la mente puesta en cómo cumplir este requisito, Waterhouse se dirige a visitar a Isaac Newton, el cual lleva años dirigiendo la Casa de la Moneda británica. Tras acometer exitosamente el proceso de reacuñación de la moneda británica (lo cual conllevó que Londres se convirtiese en uno de los principales centros de comercio del mundo), Newton ha dedicado los últimos años a perseguir a los falsificadores que amenazan la estabilidad del sistema que ha creado; entre estos falsificadores, el más temible (y al que Newton desea atrapar desesperadamente) es Jack Shaftoe. Newton le revela a Waterhouse que el éxito de las acciones de Jack Shaftoe es que este último posee el mítico Oro de Salomón: un isótopo (ficticio) con un peso atómico superior al del oro normal, y por lo tanto muy conveniente para la falsificación de monedas de oro. Newton está obsesionado con el Oro de Salomón, debido a su creencia de que su peso extra se debe a que contiene la esencia de la Piedra Filosofal, la cual le confiere varias cualidades cuasi-divinas (de hecho, Newton también revela que obtener este Oro es la razón última por la que aceptó el puesto de director de la Casa de la Moneda y acometió la reacuñación antes mencionada). A partir de varias pistas, Waterhouse deduce (pero no le comunica a Newton) que gran parte del Oro de Salomón se encuentra escondido en las bodegas del Minerva, el barco que le transportó de Boston a Plymouth (esto se debe a la antigua asociación de Jack Shaftoe con los oficiales del Minerva Otto van Hoek y Dappa —véanse los eventos de La Confusión). Seguidamente, Waterhouse se reúne con Dappa: el motivo aparente de la reunión es contratar los servicios del Minerva para transportar los resultados del trabajo de Waterhouse de Boston a Londres, y así satisfacer las demandas del zar Pedro; sin embargo, el motivo real el comunicarle a Dappa su conocimiento de que el Minerva transporta el Oro de Salomón. Waterhouse tranquiliza a Dappa diciéndole que no les denunciará a las autoridades como cómplices de Jack; sin embargo, en el futuro Waterhouse se aprovechará del Oro del Minerva para construir un primitivo ordenador analógico.
La última parte del libro narra de forma extendida los eventos del 23 de abril de 1714. Isaac Newton cree haber localizado el escondite de Jack Shaftoe en Shive Tor, un islote en la desembocadura del Támesis. Comandando un regimiento de élite de la reina Ana, Newton y Waterhouse se dirigen a Shive Tor para apresar a Jack y recuperar el Oro de Salomón. Sin embargo, todo se revela como un gran engaño urdido por Jack para alejar a Newton de la Torre de Londres, donde se encuentra la casa de la moneda. Mientras Newton y Waterhouse se encuentran a la deriva en el Támesis, Jack accede a la cámara donde se encuentra el Pyx, una caja fuerte que contiene muestras de todos los lotes de monedas producidos bajo la dirección de Newton. Estas muestras se utilizan con el fin de verificar, a intervalos determinados, que las monedas británicas contienen un cierto porcentaje mínimo de oro. Estas evaluaciones garantizan la legitimidad de la moneda británica y forman la base de su sistema económico. Jack consigue abrir el Pyx y sustituye las monedas auténticas con falsificaciones con un menor porcentaje de oro del requerido. El objetivo de este plan es que la siguiente evaluación del Pyx dé la impresión de que la moneda británica es altamente fraudulenta, lo cual repercutirá negativamente en la confianza de los inversores extranjeros y llevará a Inglaterra a la ruina.

### Moneda
El 8 de junio de 1714, Sofía de Hanover fallece en Herrenhausen en brazos de su nuera Carolina de Brandeburgo-Ansbach, pretendiente al título de Reina Consorte de Inglaterra. El funeral reúne a gran parte de la nobleza europea, pero la trama se centra en las acciones de Daniel Waterhouse (el cual ha viajado a Herrenhausen como parte de la delegación británica), Eliza de Arcachon-Qwghlm, y el hijo ilegítimo de esta última (y amante secreto de la princesa Carolina), Johann von Hacklheber. Tras descubrir la presencia de misteriosos asesinos en Herrenhausen (los cuales utilizan dagas envenenadas con nicotina), estos tres personajes deciden que la seguridad de la princesa Carolina pasa por trasladarla de incógnito a Londres.
| Predecesor             | Premios de El sistema del mundo | Sucesor                           |
| ---------------------- | ------------------------------- | --------------------------------- |
| Sims de F. Paul Wilson | Premio Prometheus (2005)        | Learning the World de Ken MacLeod |

- Datos: Q7767840